# Speyeria idalia
Espèce
Speyeria idalia est une espèce nord-américaine de lépidoptères de la sous-famille des Heliconiinae (famille des Nymphalidae).

## Dénomination
Speyeria idalia a été nommé en 1773 par Dru Drury sous le protonyme Papilio idalia.
Synonymes : Papilio idalia Drury, [1773].

### Noms vernaculaires
Speyeria idalia se nomme Regal Fritillary en anglais.

### Sous-espèce
- Speyeria idalia occidentalis Williams, 2002[1].

## Description
C'est un grand papillon d'une envergure de 67 à 105 mm, de couleur rouge orange aux antérieures à bordure marron noir ornée d'une ligne de taches blanches alors que les postérieures ont une très large bordure marron ornée de deux lignes de taches rondes orange et d'une ligne de taches rondes blanches.
Le revers des antérieures est orange bordé de noir orné de blanc alors que les postérieures sont noires ornées de taches blanches et d'une ligne submarginale de chevrons blancs.

### Chenille
La chenille, marron jaune, est ornée de lignes jaunes et des taches noires.

## Biologie

### Période de vol et hivernation
Il vole en une génération en juillet et août au Canada, de mi-juin à mi-août dans le reste de son aire,.
Ce sont les jeunes chenilles qui hivernent.

### Plantes hôtes
Les plantes hôtes de ses chenilles sont des Viola dont Viola pedata,.

## Écologie et distribution
Il est présent dans l'est de l'Amérique du Nord, dans le sud de l'Ontario au Canada et du Dakota du Nord au Colorado jusqu'au Maine et au nord de la Caroline du Nord aux USA,.

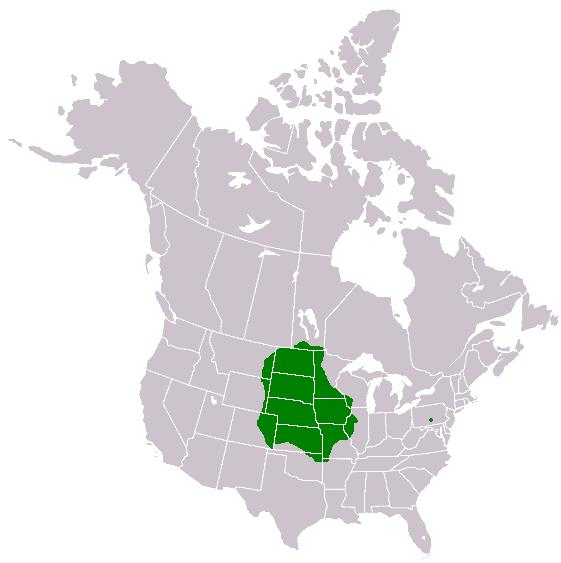
carte de résidence

### Biotope
Il réside dans les champs, les prairies, sur les zones de pâturage.

### Protection
Ses populations sont en déclin et sont protégées (United States Fish and Wildlife Service).